# Pisito de solteras
Pisito de solteras es una película de comedia española dirigida por Fernando Merino, estrenada en 1973. La producción tiene su origen en una pieza teatral escrita por Jaime de Armiñán en 1962. Está protagonizada por Alfredo Landa como Emilio, junto a Mari Carmen Prendes, Mónica Randall, Tina Sáinz, Mirta Miller, Silvia Tortosa y narra la huida de Emilio momentos antes de su boda.

## Argumento
A punto de casarse Emilio Vallejo (Alfredo Landa), profesor catedrático en la Universidad de Zamora, decide marcharse y dejar sola a su prometida en la víspera de la boda. Este personaje, un poco tímido, se acaba instalando en un apartamento de Madrid, pero no está solo. Sus cuatro nuevas compañeras son: Paula (Mónica Randall), Marta (Mirta Miller), Elena (Silvia Tortosa) y Elvira (Tina Sáinz), y Gumi, la criada (Mari Carmen Prendes), que resultan ser amigas de la que iba a ser su mujer. En un primer momento, las jóvenes no se fían de tener a Emilio como compañero. En cambio, pronto se muestran atraídas por él y este no sabe cómo manejar la situación.

## Elenco
- Alfredo Landa como Emilio Vallejo
- Mari Carmen Prendes como Gumi
- Mónica Randall como Paula Ibarra
- Mirta Miller como Marta
- Silvia Tortosa como Elena Castro
- Tina Sáinz como Elvira
- Luis Varela como Renato
- Rafael Hernández como Román
- Josele Román como prostituta
- Ana Farra como dueña de la pensión[5][6]

## Ficha técnica
| Función                 | Nombre                    |
| ----------------------- | ------------------------- |
| Director                | Fernando Merino           |
| Guionista               | Silvio Fernández Balbuena |
| Argumento               | Jaime de Armiñán          |
| Dirección de fotografía | Leopoldo Villaseñor       |
| Música                  | Máximo Baratas            |

## Diseño
Según la revista Triunfo, en 1974, afirma: «Con Pisito de solteras se trataba de realizar una comedia simple y llana». En este filme las apetencias sexuales de Emilio Vallejo no se muestran burdamente, sino que llevan a la reflexión de lo que le ocurre a un español cuando reprime sus instintos. La producción consta de un guion poco profundo, centrado en lograr ciertas secuencias teniendo presente su origen teatral. Otra característica es la falta de credibilidad de los personajes y del propio director, que se arraiga a la falta de medios para realizar la película. Destacan los papeles realizados por Mari Carmen Prendes y Tina Sáinz, pero, en general, se presentan los actores sin entusiasmo, por lo que no se plantean análisis serios sobre los personajes; plantea Triunfo.
El escenario principal donde se desarrolla el filme es el apartamento de las cuatro amigas y Emilio. Según un estudio de la Universidad de Granada: «La convivencia de ambos sexos refleja los avances sociales y la mayor libertad de las mujeres». La decoración denota una mayor evolución en el tiempo, reflejo de la moda que se presenta y del mobiliario; a diferencia de los muebles que destacan en épocas anteriores.